# إيفيروليموس
إيفيروليموس (بالإنجليزية: Everolimus)‏ مُشتق من السيروليموس ويعمل بشكلٍ مشابهٍ له، حيثُ يعمل على تثبيط هدف الثدييات من الراباميسين (mTOR). يباع تحت الاسم نوفارتس.
يُستعمل حاليًا كمثبطٍ مناعي لمنع الرفض في زراعة الأعضاء، كما يُستخدم في علاج سرطان الخلية الكلوية وأورامٍ أُخرى. بعض الأبحاث تعتبر الإيفيروليموس والمُثبطات الأُخرى كعلاجٍ موجه يستخدم في عددٍ من السرطانات.